# Asami Sugiura
Asami Sugiura (en japonés: 杉浦亜紗美; romanizado: Sugiura Asami) (Tokio, 19 de agosto de 1985) es una actriz y modelo japonesa, que también ha desarrollado su carrera como AV Idol y gravure idol.

## Vida y carrera
Nació en la capital nipona en el verano de 1985. A los 19 años apareció en la película Kiss Me or Kill Me, dirigida por el cineasta Naoyuki Tomomatsu y estrenada el 12 de marzo de 2005. Modeló como gravure idol en marzo de 2005 en el vídeo Wash Me! y debutó como AV Idol un mes después, con el lanzamiento de In Love, del estudio Kuki Inc. Continuó trabajando para Kuki hasta 2005, la mayoría de las veces con el director Harry Sugino, antes de pasar a otros estudios.
Fuera del campo de los videos para adultos, Asami apareció en varios estrenos de V-Cinema y películas, incluida la cinta de febrero de 2006 Sukeban Boy u Oira Sukeban, dirigida por Noboru Iguchi, donde interpretaba a un niño con el rostro de una niña que decide unirse a una escuela de niñas. Un crítico comentó que Asami era "una mujer que interpreta a un niño jugando a una niña. Lo cual no es fácil de lograr. Sin embargo, en realidad hace un trabajo completamente decente".
En 2008, también tuvo un papel principal interpretando a la compañera de la heroína del título, Miki, en la película de gore-fest The Machine Girl, de Noboru Iguchi, que se estrenó en el Festival Internacional de Cine Fantástico de Yubari en marzo de 2008. Repitió su papel en la secuela, lanzada como cortometraje de V-Cinema en enero de 2009, Shyness Machine Girl. Entremedias participó en la película de terror de Yūdai Yamaguchi Tamami: The Baby's Curse, estrenada en agosto de 2008.
Por sus actuaciones en las películas pinky violence como Female Prisoner Ayaka: Tormenting and Breaking in a Bitch, Asami ganó el tercer lugar en la categoría de Mejor actriz revelación en el Pink Grand Prix del año 2008. Su actuación en Three Slaves del director Tsukasa Satō le llevó a ganar, en la edición de 2009, el premio a Mejor actriz.
En noviembre de 2008 lanza el video para adultos Three Sisters Ninja Sex, una pieza de temática kunoichi que llevó a Asami a concursar en el AV Grand Prix de 2009. Entre finales de 2008 y comienzos de 2009, el sello Bazooka de Media Station lanzaría tres producciones audiovisuales históricos con Asami protagonizándoles vistiendo diversos cosplays. Asami anunció su retiro de la industria audiovisual el 8 de noviembre de 2008 para dedicarse a actuar como Asami Sugiura.
Sugiura continuó su asociación con el director Noboru Iguchi, con quien volvería a rodar en 2009 la película RoboGeisha. En 2010, actuó en las películas de acción Yakuza-Busting Girls: Duel in Hell, dirigida por Shin'ichi Okuda, y en su secuela Yakuza-Busting Girls: Final Death Ride Battle. Ambas películas se estrenaron mundialmente en el Festival Internacional de Cine Fantástico de Yubari de 2010 y se distribuyeron en cines con una semana de diferencia en mayo de 2010.
En 2010 también participó en la comedia sexual Horny House of Horror, coprotagonizada por su compañera AV Idol Saori Hara, y tuvo un pequeño papel en Mutant Girls Squad (dirigida por Iguchi, Yoshihiro Nishimura y Tak Sakaguchi). Apareció en la versión original de la película Helldriver (2010) de Nishimura, pero sus escenas fueron eliminadas para la distribución internacional de la película.
En 2011, coprotagonizó con Maria Ozawa la cinta de V-Cinema Karei naru erogami-ke no ichizoku: Shinsō reijō wa denki shitsuji no yume o miru ka, película de ciencia ficción dirigida por Naoyuki Tomomatsu que fue distribuida en el mercado internacional bajo el título Erotibot. Sugiura también apareció, nuevamente con Iguchi, en dos películas de terror con tintes cómicos, Zombie Ass, de septiembre de 2011, y Dead Sushi, de julio de 2012. Sugiura viajó a Dallas (Texas) en mayo de 2014 para hacer su primera aparición en una convención internacional para promocionar su película de acción de Gun Woman, dirigida por Kurando Mitsutake. La película había ganado el Premio Especial del Jurado en su debut en el Festival Internacional de Cine Fantástico de Yubari y Sugiura recibió una mención especial en el festival por su interpretación.